# Keisuke Mori
Keisuke Mori (森 惠佑 Mori Keisuke?, nacido el 17 de abril de 1980 en Saga) es un exfutbolista japonés. Jugaba de defensa y su último club fue el Mito HollyHock de Japón.

## Trayectoria

### Clubes
| Club           | País  | Año         |
| -------------- | ----- | ----------- |
| Sagan Tosu     | Japón | 1999 - 2004 |
| ALO's Hokuriku | Japón | 2004        |
| Mito HollyHock | Japón | 2006        |